# Râul Podu Mare, Olt (Racoș)
Râul Podu Mare este un afluent al râului Olt. 

## Hărți
- Harta Județului Brașov